# Makoto Shinohara
Makoto Shinohara (Japans: 篠原真, Shinohara Makoto) (Osaka, 10 december 1931 – Kojimachi, 3 maart 2024) was een Japans componist en muziekpedagoog.

## Levensloop
Hij volgde zijn studies van 1954 t/m 1960 aan de Tokyo National University of Fine Arts and Music met compositie bij Tomojiro Ikenouchi, piano bij Kazuko Yasukawa, orkest-directie bij Akeo Watanabe en Kurt Woess. Met een beurs van de Franse regering kon hij aan het Conservatoire National Supérieur de Musique te Parijs bij Tony Aubin, Olivier Messiaen, Simone Plé-Caussade, Pierre Revel alsook Louis Fourrestier studeren. Van 1960 tot 1962 kreeg hij een verdere beurs van de Bayerische Staatsregierung in München en hij kon daarmee aan de Hochschule für Musik en in de elektronische studio van Siemens alsook aan de Rheinische Musikhochschule in Keulen bij Bernd Alois Zimmermann, Gottfried Michael Koenig en verder ook aan het Musik-Konservatorium bij Karlheinz Stockhausen studeren. Van 1964 t/m 1966 werkte hij als assistent bij Karlheinz Stockhausen. In 1966 en 1967 was hij beursstudent van de Deutscher Akademischer Auslandsdienst (DAAD). In 1969 was hij eveneens beursstudent van de Italiaanse regering en 1971 won hij de Rockefeller Prijs van het Columbia Princeton Electronic Music Center en uiteindelijk in 1978 kreeg hij nog een beurs van de Nederlandse regering.
Hij realiseerde elektronische composities aan het Instituut voor Sonologie, aan de Universiteit Utrecht in Utrecht, aan de elektronische studio van de Technische Universiteit Berlijn in Berlijn, aan het Columbia Princeton Electronic Music Center in New York en aan de studio van het Japans televisie NHK Nippon Hōsō Kyōkai in Tokio. In 1983 was hij hoofdcomponist van het Holland Festival. Met privéconcerten in Europa, de Verenigde Staten van Amerika en in Japan, door talrijke artikelen in der pers en workshops over zijn muziek, en door omroep-uitzendingen maakte hij zich zelf internationaal bekend.
In 1978 werd hij gast-professor aan de McGill-Universiteit in Montreal, Canada. Sinds 1979 verdeelt hij zijn tijd ongeveer 50-50 over Utrecht en Tokio.
Shinohara overleed op 3 maart 2024 op 92-jarige leeftijd aan maagkanker.

## Composities

### Werken voor orkest
- 1975 Egalisation voor 24 instrumenten (piccolo, fluit, altfluit, hobo, Engelse hoorn, klarinet, basklarinet, fagot, contrafagot, hoorn, trompet, trombone, tuba, piano, celesta, klavecimbel, harp, gitaar, vibrafoon, marimbafoon, percussie, viool, altviool, cello en contrabas)
- 1970 Visions voor 4 fluiten, 4 hobo's, 4 klarinetten, 4 fagotten, 4 hoorns, 4 trompetten, 4 trombones, 6 stuks percussie, harp, celesta, 24 violen, 8 altviolen, 8 cello's, 4 contrabassen
- 1975 Visions II
- 1992 Yumeji (Ways of Dreams) voor een orkest met Japanse en westerse instrumenten en gemengd koor
- Solitude pour orchestra

### Werken voor blazersensemble
- 1982/1985 Play for Nine Wind Instruments (fluit, altfluit, hobo, klarinet, basklarinet, fagot, hoorn, trompet en trombone)

### Kamermuziek
- 1958 Sonate voor viool en piano
  1. Allegro moderato
  2. Lento
  3. Allegro brutale
- 1960 Obsession voor hobo en piano
- 1968 Fragmente voor tenor-blokfluit
- 1970 Reflexion voor hobo solo
- 1983/1993 Turns voor viool en koto
- 1984 Tabiyuki (On travel) voor mezzo-sopraan en klein ensemble (fluit, hobo, klarinet, fagot, hoorn, trompet, trombone, percussie, viool, altviool, cello en contrabas)
- 1986/1990 Evolution voor cello solo
- 1990 Cooperation voor 8 traditionele Japanse en 8 westerse instrumenten (Engelse hoorn, klarinet, trompet, trombone, percussie, piano, viool en cello)
- 1993 Situations voor altsaxofoon en digitaal keyboard
- Consonance voor fluit, hoorn, vibrafoon, marimbafoon, harp en cello
- Relations voor fluit en piano

### Werken voor percussie-ensemble
- 1962 Alternance voor percussie-ensemble

### Werken voor orgel
- Elevation voor Orgel

### Pianomuziek
- 1963/1969 Tendance pour piano
- 1996 Undulation A
- The Bear who saw the Sea voor twee piano's

### Muziek voor traditionele Japanse instrumenten
- 1972 Tatuyai (Fluctuation) voor koto, percussie en zanger
- 1972 Tuyatai (Fluctuation) voor sangen
- 1973 Kyudo A (In quest of enlightenment) voor shakuhachi (Japanse bamboefluit)
- 1973 Kyudo B for shakuhachi and harp
- 1981 Jushichigen-no-Umare (Birth of the bass koto) voor jushichi-gen
- 1981 Nagare for Shamisen voor shamisen, sangen, kin (percussie) en gongs

### Elektronische muziek
- 1966 Memoires 4-kanalis elektronische compositie, gerealiseerd aan het Instituut voor Sonologie in Utrecht
- 1974 Broadcasting
- 1979 City Visit voor 4-kanaals geluidsband
- 1980 Passage for bass flute and stereophony
- To Rain and Wind voor koto, percussie en live-elektronica
- Personnage

- Bibliothèque nationale de France: cb14043125w (data)
- CiNii: DA11748383
- Gemeinsame Normdatei: 103782087
- International Standard Name Identifier: 0000 0003 8537 7570
- Library of Congress Control Number: n82136845
- Nationale Bibliotheek van Letland: 000045753
- MusicBrainz: eae60154-eb23-421d-84b4-b32a5daad5a8
- Bibliotheek van het Japanse parlement: 01184439
- Nationale Bibliotheek van Tsjechië: osd20191030422
- Nationale Bibliotheek van Israël: 987007343280505171
- Nationale Bibliotheek van Polen: a0000003749552
- Nederlandse Thesaurus van Auteursnamen: 073767123
- Système universitaire de documentation: 161367224
- Virtual International Authority File: 208441570
- WorldCat: E39PBJqk3VGFhrwMjwC8Dyf6rq